# Gene Fowler Jr.
Pour les articles homonymes, voir Fowler.
 (février 2021).
Si vous disposez d'ouvrages ou d'articles de référence ou si vous connaissez des sites web de qualité traitant du thème abordé ici, merci de compléter l'article en donnant les références utiles à sa vérifiabilité et en les liant à la section « Notes et références ».
Gene Fowler Jr. — né le 27 mai 1917 à Denver (Colorado), mort le 11 mai 1998 à Los Angeles (quartier de Woodland Hills, Californie) — est un monteur (membre de l'ACE), réalisateur, producteur et scénariste américain.

## Biographie
Fils de l'écrivain et scénariste Gene Fowler (1890-1960), Gene Fowler Jr. est monteur au cinéma d'une vingtaine de films américains, les trois premiers sortis en 1941, dont un court métrage et le western Les Pionniers de la Western Union de Fritz Lang (avec Robert Young et Randolph Scott) ; par la suite, il collabore encore avec ce réalisateur notamment sur Les bourreaux meurent aussi (1943, avec Brian Donlevy et Walter Brennan) et La Cinquième Victime (1956, avec Dana Andrews et Rhonda Fleming).
Parmi les autres films notables qu'il monte, citons Quarante tueurs de Samuel Fuller (1957, avec Barbara Stanwyck et Barry Sullivan), Un monde fou, fou, fou, fou de Stanley Kramer (1963, avec Spencer Tracy et Mickey Rooney) — qui lui vaut son unique nomination à l'Oscar du meilleur montage — et Pendez-les haut et court de Ted Post (1968, avec Clint Eastwood et Inger Stevens).
Son dernier film comme monteur est T'es fou, Jerry de Jerry Lewis (avec le réalisateur et Herb Edelman), sorti en 1983. Signalons aussi le film italien Un couple pas ordinaire de Francesco Maselli (1968, avec Rock Hudson et Claudia Cardinale).
Membre de l'American Cinema Editors (ACE), Gene Fowler Jr. en est le président en 1965-1966.
Il est en outre réalisateur de huit films disséminés de 1957 à 1978, dont Confessions d'un tueur (1958, avec Charles Bronson et Robert Hutton).
De plus, il est producteur de trois films (deux comme associé, le troisième qu'il réalise) et scénariste de deux autres (l'un qu'il réalise, le second étant My Outlaw Brother d'Elliott Nugent en 1951, avec Mickey Rooney et Wanda Hendrix).
Pour la télévision américaine, il est monteur sur quinze séries de 1952 à 1985, dont Rawhide (trois épisodes, 1965), Les Mystères de l'Ouest (cinq épisodes, 1966-1967) et surtout La Famille des collines (cent-vingt-six épisodes, 1971-1976).
Il monte également vingt téléfilms diffusés entre 1956 et 1979, dont La Disparition de Philip Leacock (1973, avec Cloris Leachman et Ross Martin). 
Enfin, il est réalisateur sur dix séries (1952-1961), dont deux autres épisodes de Rawhide (1960).
De 1944 jusqu'à sa mort en 1998, Gene Fowler Jr. est l'époux de la monteuse Marjorie Fowler née Johnson (1920-2003). Notons que le couple travaille au montage de La Femme au portrait de Fritz Lang (1944, avec Joan Bennett et Edward G. Robinson). 

## Filmographie

### Cinéma

#### Monteur

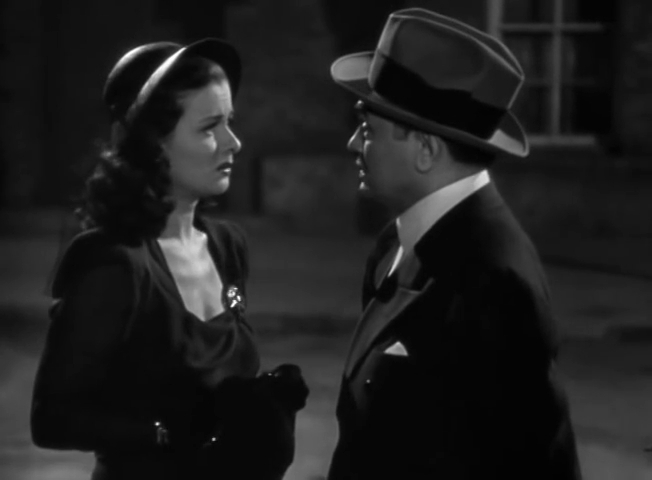
Joan Bennett et Edward G. Robinson, dans La Femme au portrait (1944, monteur)

- 1935 : Votez pour moi (Thanks a Million) de Roy Del Ruth(assistant monteur)
- 1941 : Les Pionniers de la Western Union (Western Union) de Fritz Lang
- 1941 : Week-end à la Havane (Week-End in Havana) de Walter Lang
- 1943 : Les bourreaux meurent aussi (Hangmen Also Die!) de Fritz Lang
- 1944 : La Femme au portrait (The Woman in the Window) de Fritz Lang
- 1947 : Philo Vance Returns de William Beaudine
- 1956 : La Cinquième Victime (While the City Sleeps) de Fritz Lang
- 1956 : L'Invraisemblable Vérité (Beyond a Reasonable Doubt) de Fritz Lang
- 1956 : Les Collines nues (The Naked Hills) de Josef Shaftel (en)
- 1957 : Le Jugement des flèches (Run of the Arrow) de Samuel Fuller
- 1957 : Porte de Chine (China Gate) de Samuel Fuller
- 1957 : Quarante tueurs (Forty Guns) de Samuel Fuller
- 1963 : Un enfant attend (A Child Is Waiting) de John Cassavetes
- 1963 : Un monde fou, fou, fou, fou (It's a Mad, Mad, Mad, Mad World) de Stanley Kramer
- 1968 : Pendez-les haut et court (Hang 'Em High) de Ted Post
- 1968 : Un couple pas ordinaire (Ruba al prossimo tuo) de Francesco Maselli
- 1970 : Monte Walsh de William A. Fraker
- 1970 : Un homme nommé cheval (A Man Called Horse) d'Elliot Silverstein
- 1972 : Molly and Lawless John de Gary Nelson
- 1979 : Skatetown, U.S.A. de William A. Levey
- 1981 : L'Homme des cavernes (Caveman) de Carl Gottlieb
- 1983 : T'es fou, Jerry (Smorgasbord) de Jerry Lewis

#### Réalisateur
- 1957 : I Was a Teenage Werewolf
- 1958 : Gang War (en)

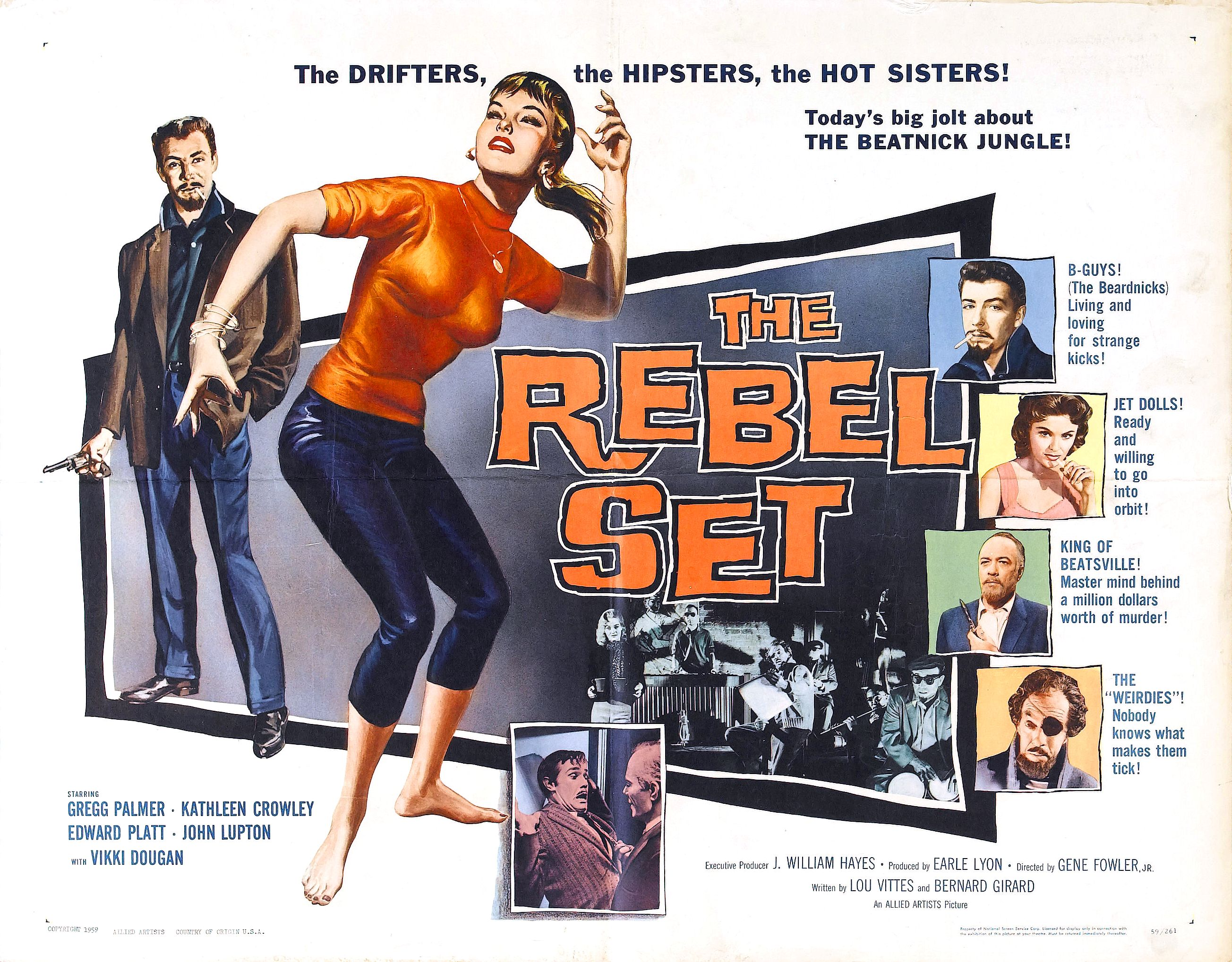
Poster promotionnel de The Rebel Set (1959, réalisateur)

- 1958 : Confessions d'un tueur (Showdown at Boothill)
- 1958 : Les Monstres sur notre planète (en) (I Married a Monster from Outer Space)
- 1959 : The Rebel Set
- 1959 : Les Comanches passent à l'attaque (The Oregon Trail)
- 1959 : Here Come the Jets (en)
- 1978 : L'Étrangleur invisible (Invisible Strangler) de John Florea et Arthur C. Pierce (en)

#### Scénariste
- 1951 : My Outlaw Brother d'Elliott Nugent
- 1959 : Les Comanches passent à l'attaque (The Oregon Trail)

#### Producteur
- 1958 : Les Monstres sur notre planète (en) (I Married a Monster from Outer Space)

### Télévision

#### Monteur
Séries
- 1965 : Rawhide
- 1966 : L'Île aux naufragés (Gilligan's Island), 5 épisodes
- 1966-1967 : Les Mystères de l'Ouest (The Wild Wild West)
- 1967 : Cimarron (Cimarron Strip) de Don Medford
- 1971-1977 : La Famille des collines (The Waltons)
- 1977 : Huit, ça suffit ! (Eight Is Enough)

Téléfilms
- 1971 : Goodbye, Raggedy Ann (en) de Fielder Cook
- 1971 : A Death of Innocence (en) de Paul Wendkos
- 1972 : The Crooked Hearts (en) de Jay Sandrich
- 1972 : Pursuit (en) de Michael Crichton
- 1973 : The Girls of Huntington House (en) d'Alf Kjellin
- 1973 : La Disparition (Dying Room Only) de Philip Leacock
- 1973 : The Blue Knight (en) de Robert Butler
- 1973 : Les Créatures de l'ombre (Don't Be Afraid of the Dark) de John Newland
- 1973 : A Dream for Christmas de Ralph Senensky
- 1974 : Bad Ronald (en) de Buzz Kulik
- 1976 : Helter Skelter de Tom Gries
- 1977 : The Prince of Central Park d'Harvey Hart
- 1977 : Navire en détresse (Killer on Board) de Philip Leacock
- 1977 : Bunco d'Alexander Singer
- 1978 : The New Adventures of Heidi de Ralph Senensky
- 1979 : The House of Garibaldi Street de Peter Collinson

#### Réalisateur
Séries
- 1960 : Rawhide
- 1961 : Perry Mason
- 1961 : Gunsmoke (Marshal Dillon ou Police des plaines )

## Distinctions
- 1964 : Nomination à l'Oscar du meilleur montage, pour Un monde fou, fou, fou, fou.